# Bullecourt
 Bullecourt  es una población y comuna francesa, situada en la región de Norte-Paso de Calais, departamento de Paso de Calais, en el distrito de Arras y cantón de Croisilles.

## Demografía
| 490 | 522 | 522 | 532 | 583 | 556 | 601 | 617 | 593 | 543 | 503 | 490 | 527 | 559 | 547 | 488 | 512 | 506 | 458 | 423 | 396 | 181 | 273 | 281 | 288 | 321 | 330 | 296 | 264 | 245 | 248 | 260 | 251 |
| Para los censos de 1962 a 1999 la población legal corresponde a la población sin duplicidades (Fuente: INSEE [Consultar]) |     |     |     |     |     |     |     |     |     |     |     |     |     |     |     |     |     |     |     |     |     |     |     |     |     |     |     |     |     |     |     |     |